# Jugé coupable
Pour le genre narratif, voir True crime.
Pour les articles homonymes, voir True Crime (film, 1999), True Crime: Streets of LA et True Crime: New York City.
Pour plus de détails, voir Fiche technique et Distribution.
Jugé coupable (True Crime) est un film américain réalisé par Clint Eastwood et sorti en 1999. Il est adapté du roman du même nom d’Andrew Klavan publié en 1995.
Le film reçoit des critiques mitigées et est un échec au box-office.

## Synopsis
Frank Beechum, un jeune père de famille noir au passé de petit délinquant mais qui s'est marié et converti au christianisme grâce à sa femme, est dans le couloir de la mort pour avoir tué une jeune caissière enceinte blanche qui lui devait de l'argent. Le jour de son exécution, un article doit paraître sur lui et ses dernières heures de condamné dans le journal de la région d'Oakland. Steve Everett, un vieux journaliste du Oakland Tribune passionné par les femmes et l'alcool, doit couvrir l'événement à la place de Michelle Ziegler, la journaliste qui enquêtait sur l'affaire depuis quelque temps. La jeune femme vient tout juste de se tuer dans un accident de voiture, après avoir confié — la veille — à Everett qu'elle ne pensait pas Beechum coupable. Dans les heures qui précèdent l'exécution, Everett fait des recherches plus approfondies sur Beechum, rencontre un témoin majeur, se rend sur les lieux du crime pour comprendre ce qu'il s'est passé. Il rend aussi visite au condamné en prison et lui dit qu'il ne croit pas à sa culpabilité.
En continuant son enquête dans une vraie course contre la montre, il se rend compte que la police s'est trompée sur cette affaire, qu'elle n'a pas poussé l’enquête assez loin parce que le coupable présumé était de couleur noire - et accablé par les dépositions à charge très insuffisantes des témoins, qui lui suffisaient. Everett va alors essayer désespérément de faire reconnaître l'innocence de Beechum et tenter de le sauver de la peine de mort.

## Fiche technique
Sauf indication contraire, les informations mentionnées dans cette section peuvent être confirmées par les bases de données cinématographiques IMDb et Allociné,  présentes dans la section « Liens externes ».
- Titre francophone : Jugé coupable
- Titre original : True Crime
- Réalisation : Clint Eastwood
- Scénario : Larry Gross (en), Paul Brickman et Stephen Schiff (en), d'après le roman True Crime d’Andrew Klavan
- Musique originale : Lennie Niehaus
- Directeur de la photographie : Jack N. Green
- Directeur artistique : Jack G. Taylor Jr.
- Décors : Henry Bumstead
- Montage : Joel Cox
- Production : Clint Eastwood, Lili Fini Zanuck et Richard D. Zanuck

Producteur délégué : Tom Rooker
- Sociétés de production : The Zanuck Company et Malpaso Productions
- Distribution : Warner Bros.
- Pays de production :  États-Unis
- Genres : thriller, policier, drame
- Durée : 127 minutes
- Budget : 55 000 000 $[1]
- Dates de sortie[2] :
  - États-Unis : 19 mars 1999
  - France : 21 avril 1999
- Affiche : Bill Gold (États-Unis)

## Distribution
- Clint Eastwood (VF : Hervé Jolly[3]) : Steve Everett
- Isaiah Washington (VF : Lucien Jean-Baptiste) : Frank Louis Beechum
- Lisa Gay Hamilton : Bonnie Beechum
- James Woods (VF : Marcel Guido) : Alan Mann
- Denis Leary (VF : Bruno Dubernat) : Bob Findley
- Bernard Hill (VF : Marc Cassot) : Warden Luther Plunkitt
- Diane Venora (VF : Céline Monsarrat) : Barbara Everett
- Michael McKean (VF : Bruno Carna) : le révérend Shillerman
- Michael Jeter : Dale Porthouse
- Mary McCormack (VF : Brigitte Berges) : Michelle Ziegler
- Hattie Winston : Angela Russel
- Francesca Eastwood : Kate Everett
- John Finn : Reedy
- Laila Robins : Patricia Findley
- Sydney Tamiia Poitier : Jane March
- Erik King : “Pussy Man”
- Graham Beckel : Arnold McCardle
- Frances Fisher : D. A. Cecilia Nussbaum
- Christine Ebersole : Bridget Rossiter
- Anthony Zerbe : Henry Lowenstein
- Tom McGowan : Tom Donaldson
- William Windom : Neil
- Lucy Liu : la fille du magasin de jouet
- Dina Eastwood : Wilma Francis
- Frances Lee McCain : Mme Lowenstein
- Jack Kehler : M. Ziegler
- Colman Domingo : Wally Cartwright

## Production

### Genèse et développement
Le scénario est adapté du roman du même nom d’Andrew Klavan publié en 1995. Alors que le roman se situait à Saint-Louis, Clint Eastwood décide de localiser l'intrigue en Californie qu'il connait mieux.
Clint Eastwood dirige ici plusieurs membres de sa famille : Francesca, la mère de celle-ci (Frances Fisher) et sa femme Dina Eastwood.

### Tournage
Le tournage a lieu de mai à juin 1998. Il se déroule en Californie, notamment à Cotati, Oakland et Point Richmond.

## Accueil
Le film reçoit des critiques mitigées. Sur l'agrégateur américain Rotten Tomatoes, il récolte 54% d'opinions favorables pour 41 critiques et une note moyenne de 6⁄10. Sur Metacritic, il obtient une note moyenne de 65⁄100 pour 26 critiques.
En France, le film obtient une note moyenne de 3,8⁄5 sur le site Allociné, qui recense 13 titres de presse. Les Cahiers du cinéma le classe à la 6e place de leur top 10 des films sortis en 1999.
Le film est un échec au box-office. Avec un budget d'environ 55 millions de dollars, le film n'a rapporté que 30 715 653 $ dans le monde, dont 16 649 768 $ sur le sol américain,. En France, le film réalise 891 155 entrées dont 251 341 à Paris.

## Distinctions
Le film reçoit plusieurs nominations :
- Black Reel Awards 2000 : meilleure actrice dans un second rôle pour Lisa Gay Hamilton[9]
- NAACP Image Awards 2000 : meilleure actrice dans un second rôle pour Lisa Gay Hamilton
- Young Artist Awards 2000 : meilleure performance d'une jeune actrice âgée de 10 ans ou moins pour Penny Bae Bridges et Francesca Eastwood